# Нобелевские лауреаты из Швеции
Но́белевская пре́мия (швед. Nobelpriset, англ. Nobel Prize) — престижная международная премия, ежегодно присуждаемая людям за выдающиеся научные исследования, революционные изобретения или крупный вклад в культуру, или развитие общества в областях химии, физики, физиологии и медицины, экономики, литературы и мира. Каждый нобелевский лауреат получает золотую медаль, диплом и денежную сумму, ежегодно определяемую Фондом Альфреда Нобеля.
Нобелевские премии присуждают четыре учреждения: Шведская королевская академия наук (химия, физика и экономика), Шведская академия (литература), Нобелевская ассамблея Королевского института (физиология и медицина) и Норвежский Нобелевский комитет (премия мира). Каждый год соответствующие Нобелевские комитеты рассылают индивидуальные приглашения тысячам учёных, академиков и профессоров университетов из разных стран с просьбой выдвинуть кандидатов на получение Нобелевских премий на следующий год. Кандидаты отбираются таким образом, чтобы в числе номинантов было представлено как можно больше стран и университетов. Нобелевские премии, за исключением премии мира, вручаются в Стокгольме (Швеция) на ежегодной церемонии вручения премий в годовщину смерти Нобеля — 10 декабря. Церемония вручения премий в Швеции проходит в Стокгольмском концертном зале, а сразу после неё в Стокгольмской ратуше проводят Нобелевский банкет. Ранее церемония вручения Нобелевской премии мира проводилась в Норвежском Нобелевском институте (1905—1946) и в актовом зале университета города Осло (1947—1989), а с 1990 года по настоящее время проводится в столичной городской ратуше. Кульминацией церемонии вручения Нобелевской премии в Стокгольме становится момент, когда каждый лауреат выходит вперёд и получает премию из рук короля Швеции. В Осло председатель Норвежского Нобелевского комитета вручает Нобелевскую премию мира в присутствии короля Норвегии и норвежской королевской семьи.
Премия впервые была учреждена в 1901 году, и по состоянию на 2024 год Нобелевскую премию получили 34 подданных королевства Швеция или выходцев из него: по пять в областях физики, химии и мира, девять по физиологии и медицине, восемь по литературе и две по экономике. Список лауреатов из Швеции составлен по материалам официальных документов Нобелевского комитета, а в качестве национального рассматривается во многих шведских источниках. В список включены лауреаты, которые на момент вручения премии имели подданство королевства Швеция. Первым из них стал Сванте Август Аррениус, получивший в 1903 году премию в области химии, а последней — Анн Женевьев Л’Юилье-Вальстрём, одна из лауреатов 2023 года в том же направлении.

## Лауреаты

### Премия мира
| № | Год  | Портрет                | Лауреат                                                                               | Обоснование награды | Примечание                            | Ист.   |
| - | ---- | ---------------------- | ------------------------------------------------------------------------------------- | --- | ------------------------------------- | ------ |
| 1 | 1908 | Клас Понтус Арнольдсон | Клас Понтус Арнольдсон (1844—1916) швед. Klas Pontus Arnoldson                        | За их многолетнюю работу на благо мира в качестве политиков, лидеров обществ мира, ораторов и авторов Оригинальный текст (англ.)For their long time work for the cause of peace as politicians, peace society leaders, orators and authors | Премия разделена с Фредериком Байером | [ 24 ] |
| 2 | 1921 |                        | Карл Яльмар Брантинг (1860—1925) швед. Karl Hjalmar Branting                          | За усилия в мирном решении спора Швеции с Норвегией и за работу в Лиге Наций. Роль: шведский делегат в Совете Лиги Наций, премьер-министр Швеции. Оригинальный текст (англ.)For their lifelong contributions to the cause of peace and organized internationalism                                                                              | Премия разделена с Кристианом Ланге   | [ 25 ] |
| 3 | 1930 |                        | Ларс Улоф Юнатан Сёдерблум (1866—1931) швед. Lars Olof Jonathan Söderblom             | За содействие христианскому единству и помощь в создании «того нового мировоззрения, которое необходимо, если мир между народами должен стать реальностью» Оригинальный текст (англ.)For promoting Christian unity and helping create 'that new attitude of mind which is necessary if peace between nations is to become reality              | —                                     | [ 26 ] |
| 4 | 1961 |                        | Даг Яльмар Агне Карл Хаммаршёльд (1905—1961) швед. Dag Hjalmar Agne Carl Hammarskjöld | За превращение ООН в эффективную и конструктивную международную организацию, способную воплотить в жизнь принципы и цели, изложенные в Уставе ООН Оригинальный текст (англ.)For developing the UN into an effective and constructive international organization, capable of giving life to the principles and aims expressed in the UN Charter | Награждён посмертно                   | [ 27 ] |
| 5 | 1982 |                        | Альва Мюрдаль (1902—1986) швед. Alva Myrdal урожд. Альва Реймер нем. Alva Reimer      | За крупный вклад в дело разоружения Оригинальный текст (англ.)For their work for disarmament and nuclear and weapon-free zones | Премия разделена с Альфонсо Роблесом  | [ 28 ] |

### Физика
| № | Год  | Портрет | Лауреат | Обоснование награды | Примечание                                                   | Ист.   |
| - | ---- | ------- | --- | --- | ------------------------------------------------------------ | ------ |
| 1 | 1912 |         | Нильс Густав Дален (1869—1937) швед. Nils Gustaf Dalén                                                                                   | За изобретение автоматических регуляторов, используемых в сочетании с газоаккумуляторами для источников света на маяках и буях Оригинальный текст (англ.)For his invention of automatic regulators for use in conjunction with gas accumulators for illuminating lighthouses and buoys | —                                                            | [ 29 ] |
| 2 | 1924 |         | Карл Манне Георг Сигбан (1886—1978) швед. Karl Manne Georg Siegbahn                                                                      | За открытия и исследования в области рентгеновской спектроскопии Оригинальный текст (англ.)For his discoveries and research in the field of X-ray spectroscopy | —                                                            | [ 30 ] |
| 3 | 1970 |         | Ханнес Улоф Йёста Альвен (1908—1995) швед. Hannes Olof Gösta Alfvén                                                                      | За фундаментальные работы и открытия в магнитной гидродинамике и плодотворные приложения их в различных областях физики плазмы Оригинальный текст (англ.)For fundamental work and discoveries in magnetohydro-dynamics with fruitful applications in different parts of plasma physics | —                                                            | [ 31 ] |
| 4 | 1981 |         | Кай Манне Бёрье Сигбан (1918—2007) швед. Kai Manne Börje Siegbahn                                                                        | За вклад в развитие электронной спектроскопии высокого разрешения Оригинальный текст (англ.)For his contribution to the development of high-resolution electron spectroscopy | Премия разделена с Николасом Бломбергеном и Артуром Шавловым | [ 32 ] |
| 5 | 2023 |         | Анн Женевьев Л’Юилье-Вальстрём (1958—) фр. Anne Geneviève L'Huillier-Wahlström урожд. Анн Женевьев Л’Юилье фр. Anne Geneviève L'Huillier | За экспериментальные методы, генерирующие аттосекундные импульсы света для изучения динамики электронов в веществе Оригинальный текст (англ.)for experimental methods that generate attosecond pulses of light for the study of electron dynamics in matter                            | Премия разделена с Ференцом Краусом и Пьером Агостини        | [ 14 ] |

### Физиология и медицина
| № | Год  | Портрет           | Лауреат                                                                 | Обоснование награды | Примечание                                               | Ист.   |
| - | ---- | ----------------- | ----------------------------------------------------------------------- | --- | -------------------------------------------------------- | ------ |
| 1 | 1911 | Альвар Гульстранд | Альвар Гульстранд (1862—1930) швед. Allvar Gullstrand                   | За работу по диоптрике глаза Оригинальный текст (англ.)For his work on the dioptrics of the eye | —                                                        | [ 34 ] |
| 2 | 1955 | Аксель Теорелль   | Аксель Хуго Теодор Теорелль (1903—1982) швед. Axel Hugo Teodor Theorell | За открытия, касающиеся природы и механизма действия окислительных ферментов Оригинальный текст (англ.)for his discoveries concerning the nature and mode of action of oxidation enzymes | —                                                        | [ 35 ] |
| 3 | 1967 | Рагнар Гранит     | Рагнар Артур Гранит (1900—1991) швед. Ragnar Arthur Granit              | За открытия, связанные с первичными физиологическими и химическими зрительными процессами, происходящими в глазу Оригинальный текст (англ.)For their discoveries concerning the primary physiological and chemical visual processes in the eye                                                   | Премия разделена с Холденом Хартлайном и Джорджем Уолдом | [ 37 ] |
| 4 | 1970 |                   | Ульф Сванте фон Эйлер (1905—1983) швед. Ulf Svante von Euler            | За открытия, касающиеся гуморальных передатчиков в нервных окончаниях и механизмов их хранения, выделения и инактивации Оригинальный текст (англ.)For their discoveries concerning the humoral transmitters in the nerve terminals and the mechanism for their storage, release and inactivation | —                                                        | [ 38 ] |
| 5 | 1981 |                   | Торстен Нильс Визель (род. 1924) швед. Torsten Nils Wiesel              | За открытия, касающиеся принципов переработки информации в зрительной системе Оригинальный текст (англ.)For their discoveries concerning information processing in the visual system | Премия разделена с Роджером Сперри и Дэвидом Хьюбелом    | [ 39 ] |
| 6 | 1982 |                   | Карл Суне Детлоф Бергстрём (1916—2004) швед. Karl Sune Detlof Bergström | За открытия, касающиеся простагландинов и близких к ним биологически активных веществ Оригинальный текст (англ.)For their discoveries concerning prostaglandins and related biologically active substances                                                                                       | Премия разделена с Бенгт Самуэльссоном и Джоном Вейном   | [ 40 ] |
| 7 | 1982 |                   | Бенгт Ингемар Самуэльссон (1934—2024) швед. Bengt Ingemar Samuelsson    | За открытия, касающиеся простагландинов и близких к ним биологически активных веществ Оригинальный текст (англ.)For their discoveries concerning prostaglandins and related biologically active substances                                                                                       | Премия разделена с Суне Бергстрёмом и Джоном Вейном      | [ 41 ] |
| 8 | 2000 |                   | Пер Арвид Эмиль Карлссон (1923—2018) швед. Per Arvid Emil Carlsson      | За открытия, связанные с передачей сигналов в нервной системе Оригинальный текст (англ.)For their discoveries concerning signal transduction in the nervous system | Премия разделена с Полом Грингардом и Эриком Канделом    | [ 42 ] |
| 9 | 2022 |                   | Сванте Эрик Пеэбо (род. 1955) швед. Svante Erik Pääbo                   | За открытия, связанные с геномами вымерших гоминин и эволюцией человека Оригинальный текст (англ.)For his discoveries concerning the genomes of extinct hominins and human evolution | —                                                        | [ 43 ] |

### Химия
| № | Год  | Портрет                        | Лауреат                                                                                             | Обоснование награды | Примечание                                         | Ист.   |
| - | ---- | ------------------------------ | --------------------------------------------------------------------------------------------------- | --- | -------------------------------------------------- | ------ |
| 1 | 1903 | Сванте Август Аррениус         | Сванте Август Аррениус (1859—1927) швед. Svante August Arrhenius                                    | Присуждена премия как факт признания особого значения его теории электролитической диссоциации для развития химии Оригинальный текст (англ.)in recognition of the extraordinary services he has rendered to the advancement of chemistry by his electrolytic theory of dissociation                             | —                                                  | [ 13 ] |
| 2 | 1926 | Теодор Сведберг                | Теодор Сведберг (1884—1971) швед. Theodor Svedberg                                                  | За работы в области дисперсным системам Оригинальный текст (англ.)For his work on disperse systems | —                                                  | [ 44 ] |
| 3 | 1929 | Ханс фон Эйлер-Хельпин         | Ханс Карл Август Симон фон Эйлер-Хельпин (1873—1964) швед. Hans Karl August Simon von Euler-Chelpin | За исследования по ферментации сахара и ферментов брожения Оригинальный текст (англ.)For their investigations on the fermentation of sugar and fermentative enzymes | Премия разделена с Артуром Гарденом                | [ 46 ] |
| 4 | 1948 | Арне Вильгельм Каурин Тиселиус | Арне Вильгельм Каурин Тиселиус (1902—1971) швед. Arne Wilhelm Kaurin Tiselius                       | За его исследования по электрофорезу и анализу адсорбции, особенно за его открытия, связанное с комплексной природой белков сыворотки Оригинальный текст (англ.)For his research on electrophoresis and adsorption analysis, especially for his discoveries concerning the complex nature of the serum proteins | —                                                  | [ 47 ] |
| 5 | 2015 | Томас Роберт Линдал            | Томас Роберт Линдал (род. 1938) швед. Tomas Robert Lindahl                                          | За механистические исследования репарации ДНК Оригинальный текст (англ.)For mechanistic studies of DNA repair | Премия разделена с Пол Модричем и Азизом Санджаром | [ 48 ] |

### Экономика
| № | Год  | Портрет               | Лауреат                                                       | Обоснование награды | Примечание                        | Ист.   |
| - | ---- | --------------------- | ------------------------------------------------------------- | --- | --------------------------------- | ------ |
| 1 | 1974 |                       | Карл Гуннар Мюрдаль (1898—1987) швед. Karl Gunnar Myrdal      | За основополагающие работы по теории денег и экономических колебаний и глубокий анализ взаимозависимости экономических, социальных и институциональных явлений Оригинальный текст (англ.)For their pioneering work in the theory of money and economic fluctuations and for their penetrating analysis of the interdependence of economic, social and institutional phenomena | —                                 | [ 49 ] |
| 2 | 1977 | Бертиль Готтхард Олин | Бертиль Готтхард Олин (1899—1979) швед. Bertil Gotthard Ohlin | За первопроходческий вклад в теорию международной торговли и международного движения капитала Оригинальный текст (англ.)For their pathbreaking contribution to the theory of international trade and international capital movements | Премия разделена с Джеймсом Мидом | [ 50 ] |